# Sevce
Sevce so naselje v Občini Laško.